# Relations entre la Mauritanie et l'Union européenne
Les relations entre la Mauritanie et l’Union européenne reposent sur l'accord de Cotonou et le programme stratégique de l'Union par pays.
L'Union européenne soutient la transition démocratique en Mauritanie en apportant un soutien financier et politique après les élections de 2006-2007 et 2009.

## Sources

## Compléments